# Săliște de Beiuș, Bihor
Săliște de Beiuș (maghiară Belényesszeleste) este un sat în comuna Budureasa din județul Bihor, Crișana, România.

## Denominație și datare documentară
1588 Zelesthe, 1600  Szeliste, 1692 Szalasky, 1828, 1851 Belényes Szelistye, 1913 Beléneyszeleste.

## Personalități
- Gheorghe Pituț (1940-1991), poet.
- Viorica Flintașu (n. 15 octombrie 1939, Brașov)-cântăreață de muzică populară